# Valea Mare (Dumești), Vaslui
Valea Mare este un sat în comuna Dumești din județul Vaslui, Moldova, România.
 Acest articol despre o localitate din județul Vaslui este deocamdată un ciot. Puteți ajuta Wikipedia prin completarea lui.